# Heinrich Wilhelm von Weltzien
Heinrich Wilhelm von Weltzien (* 4. Mai 1759 auf Finkenberg bei Rostock; † 16. Juli 1827 in Liegnitz) war ein preußischer Generalleutnant und Kommandant der Festung Cosel.

## Leben

### Herkunft
Seine Eltern waren der Erbherr von Finkenberg Alexander Ernst von Weltzien (* 1685; † 14. Dezember 1762) und dessen Ehefrau Johanna Luice, geborene von Woldeck (* 7. März 1719; † 20. März 1784) aus dem Haus Gnewikow. Sie war die Tochter von Christoph von Woldeck (1667–1735) und Elisabeth „Ilsabe“ Hedwig von Weltzien (1683–1725). Die Generale Alexander Friedrich von Woldeck und Hans Christoph von Woldeck waren seine Onkel.

### Militärkarriere
Weltzien kam am 18. Mai 1772 als Kadett nach Berlin und am 5. März 1773 auf die Academie militaire. Am 1. März 1778 wurde er als Sekondeleutnant im Grenadierbataillon „Gillern“ der Preußischen Armee angestellt. Im Bayrischen Erbfolgekrieg nahm er am Gefecht bei Lewin teil. Mit der Auflösung der Grenadierbataillone erfolgte am 1. Juni 1787 seine Versetzung in das Füsilierbataillon „Gillern“. Dort avancierte Weltzien Mitte Februar 1789 zum Premierleutnant und kam am 2. Dezember 1791 als Stabskapitän in die Oberschlesische Füsilier-Brigade. Während des Ersten Koalitionskrieges kämpfte er in den Gefechten bei Hochheim, Alsheim, Limbach, Tann, Busenberg, Neustadt, Türkheim, Obernheim, Deidesheim, Schorleberg sowie den Schlachten bei Kaiserslautern und Pirmasens als auch bei der Belagerung von Verdun. Dafür erhielt Weltzien am 7. Juni 1794 den Orden Pour le Mérite. Am 30. September 1797 wurde er Major im Füsilier-Bataillon „von Bülow“.
Im Jahr 1803 hatte er einen ernsten Zusammenstoß mit seinen Chef, dem damaligen Oberstleutnant Friedrich Wilhelm von Bülow. Dafür wurde er am 18. Februar 1803 durch ein Kriegsgericht zu sechs Monaten Arrest in der Festung Graudenz verurteilt. Nach seiner Entlassung kam er am 9. Juli 1803 zum 1. Warschauer Infanterie-Regiment. Im Vierten Koalitionskrieg geriet Weltzien im Gefecht bei Halle in Gefangenschaft, wurde in Nancy interniert, aber Ende Juli 1807 nach dem Frieden von Tilsit entlassen.
Wieder zurück in Preußen wurde Weltzien am 10. Dezember 1808 zum Kommandeur des Füsilier-Bataillon im 2. Westpreußischen Infanterie-Regiment Nr. 7 ernannt und in dieser Stellung am 20. Mai 1809 zum Oberstleutnant befördert. Am 16. Februar 1810 erhielt Weltzien das Kommando über die leichten Truppen der Niederschlesischen Brigade. In gleicher Eigenschaft kam er am 24. Mai 1811 zur Oberschlesischen Brigade. Am 8. Februar 1812 wurde er zum Oberst befördert und am 11. März 1812 mit der Wahrnehmung der Geschäfte als Kommandant der Festung Glatz beauftragt. Am 11. April 1813 folgte seine Ernennung zum Festungskommandanten.
Im Vorfeld der Befreiungskriege wurde Weltzien am 26. Mai 1813 Divisionär der Schlesischen Landwehr. Während des Krieges nahm er am Übergang bei Wartenburg sowie an den Schlachten bei Großgörschen, Bautzen, Katzbach und Leipzig teil. Für Wartenburg wurde er mit dem Eisernen Kreuz II. Klasse, für Leipzig mit dem Kreuz I. Klasse sowie dem russischen Sankt-Stanislaus-Orden II. Klasse ausgezeichnet. Am 27. Dezember 1813 wurde er als Kommandant in die Festung Erfurt versetzt, aber schon am 31. Mai 1815 kam er als Kommandant in die Festung Koblenz. Zudem wurde er am 31. Mai 1815 mit Patent vom 2. Juni 1815 zum Generalmajor befördert. Am 3. Oktober 1815 wurde er Inspekteur der Landwehr im Regierungsdepartement Oppeln, am 31. Juli 1817 wurde er dann Kommandant der Festung Cosel. Dort erhielt er am 13. Juni 1825 seinen Abschied als Generalleutnant mit Pension und erhielt am 18. Juni 1826 noch das Dienstkreuz. Er starb am 16. Juli 1827 in Liegnitz und wurde am 19. Juli 1827 beigesetzt.

### Familie
Er heiratete am 1. Mai 1796 in Breslau Marie Agnes Freiin von Stillfried-Rattonitz (* 21. September 1772; † 7. Dezember 1837) aus dem Haus Fuchswinkel. Das Paar hatte mehrere Kinder:
- Sylvia Ernestine Charlotte Luise Marie Johanna Karoline (* 10. Februar 1797) ⚭ 9. Juli 1817 Karl Friedrich Wilhelm Wiegand, Major im 24. Infanterie-Regiment
- Emilie Luise (* 3. März 1800) ⚭ 1819 Karl Ludwig von Tschepe, Hauptmann, Sohn von Karl Gottlieb von Tschepe
- Wilhelm (* 19. April 1802; † 18. Dezember 1831), Sekondeleutnant im 23. Infanterie-Regiment
- Luise Elisabeth Berta Franziska Wilhelmine (* 18. Juni 1809)